# Dispositivo de invisibilidad
Un dispositivo de invisibilidad es una tecnología de baja detectabilidad hipotética o ficticia que puede hacer que objetos, como naves espaciales o individuos, sean camuflen de forma parcial o total, haciéndose invisibles para partes del espectro electromagnético (EM). Los dispositivos de invisibilidad ficticios se han utilizado como dispositivos de la trama de varias creaciones multimedia durante muchos años.
Los avances en investigación científica muestran que los dispositivos de invisibilidad del mundo real pueden ocultar objetos de al menos una longitud de onda de las emisiones EM. Los científicos ya usan materiales artificiales llamados metamateriales para desviar la luz alrededor de un objeto. Sin embargo, en todo el espectro, un objeto invisibilizado se dispersa más que un objeto que no lo está.

## Orígenes conceptuales
El guionista de Star Trek, Paul Schneider, inspirado en parte por la película de 1958 llamada Torpedo y en parte por Duelo en el Atlántico, que se estrenó en 1957, imaginó el sistema de invisibilidad como un viaje espacial análogo a un submarino sumergido, y lo empleó en el episodio «El equilibrio del terror» de Star Trek de 1966, en el que presentó a la especie romulana, cuyas naves espaciales empleaban ampliamente los dispositivos de invisibilidad. Del mismo modo predijo, en el mismo episodio, que la invisibilidad, requeriría una enorme cantidad de poder energético. Una guionista de Star Trek, D. C. Fontana, acuñó el término «dispositivo de invisibilidad» en el episodio de 1968 «El incidente del Enterprise», donde también aparecían los romulanos.
Star Trek estableció un límite en el uso de este dispositivo: una nave espacial no puede disparar armas, emplear escudos defensivos ni operar transportadores mientras está invisibilizada; por lo tanto, debe «descubrirse» para disparar, del mismo modo que un submarino necesitaría «salir a la superficie» para lanzar torpedos.
Desde entonces, los escritores y diseñadores de juegos han incorporado dispositivos de invisibilidad en muchas otras narrativas de ciencia ficción, como Doctor Who, Star Wars, Stargate o Team Fortress 2.

## Experimentación científica
Un dispositivo de invisibilidad funcional y no ficticio podría ser una extensión de las tecnologías básicas utilizadas por los aviones furtivos, como pintura oscura que absorbe las emisiones de radares, invisibilidad de camuflaje óptico, enfriamiento de la superficie exterior para minimizar las emisiones electromagnéticas (generalmente infrarrojos) u otras técnicas para minimizar otras emisiones EM y para minimizar las emisiones de partículas del objeto. El uso de ciertos dispositivos para bloquear y confundir los sistemas de detección remota sería de gran ayuda en este proceso, pero se denomina más correctamente como «camuflaje activo». Alternativamente, los metamateriales brindan la posibilidad teórica de hacer que la radiación electromagnética rodee libremente el objeto «encubierto».

### Investigación de metamateriales
Los metamateriales ópticos han aparecido en varias propuestas de esquemas de invisibilidad. Los «metamateriales» son aquellos que deben sus propiedades refractivas a la forma en que están estructurados, más que a las sustancias que los componen. Mediante ópticas de transformación es posible diseñar los parámetros ópticos de una «capa» para que guíe la luz de forma que rodee alguna zona, haciéndola invisible en unas longitudes de onda específicas.

### Camuflaje activo

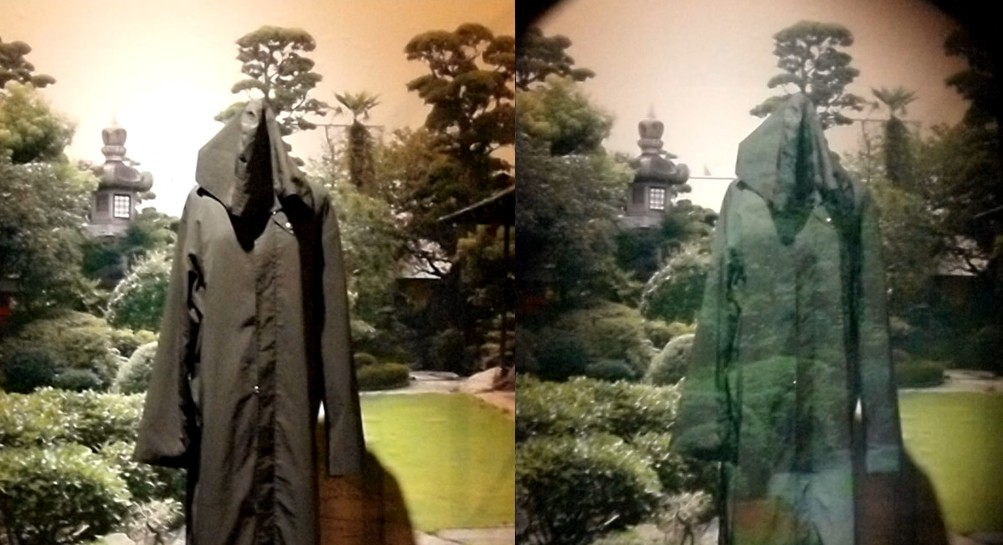
Una capa con camuflaje óptico de Susumu Tachi. A la izquierda: La capa sin aplicarse el dispositivo especial.
A la derecha: La misma capa vista a través de un proyector de tecnología de proyección retrorreflectante.

El camuflaje activo (o camuflaje adaptativo) es un grupo de tecnologías camuflaje que permitiría que un objeto (generalmente de naturaleza militar) se mezcle con su entorno mediante el uso de paneles o revestimientos capaces de cambiar de color o luminosidad. Se puede considerar que el camuflaje activo tiene el potencial de convertirse en la perfección del arte de camuflar cosas a partir de la detección visual.

### Baja detectabilidad del plasma
El plasma en ciertos rangos de densidad absorbe ciertos anchos de banda de ondas, lo que potencialmente hace que un objeto sea invisible. Sin embargo, generar plasma en el aire es demasiado caro y, en su lugar, una alternativa factible es generar plasma entre membranas delgadas. El Centro de Información Técnica de Defensa también está haciendo un seguimiento de la investigación sobre tecnologías de sección radar equivalente reductoras de plasma. En 1991 se patentó un dispositivo de invisibilidad por plasma.

### Dispositivo de invisibilidad Howell/Choi
El profesor de Física de la Universidad de Rochester, John Howell, y el estudiante de posgrado Joseph Choi han anunciado un dispositivo de invisibilidad escalable que utiliza lentes ópticas comunes para lograr la ocultación de luz visible a escala macroscópica, conocido como «capa de Rochester». El dispositivo consta de una serie de cuatro lentes que hacen que los rayos de luz rodeen los objetos que, de otro modo, obstruirían el sistema visual.

### Mecánicas de invisibilidad
Los conceptos de invisibilidad no se limitan a la óptica sino que también pueden trasladarse a otros campos de la Física. Por ejemplo, era posible invisibilizar la acústica en ciertas frecuencias, así como en mecánicas táctiles. Esto hace que un objeto sea «invisible» al sonido o incluso lo oculta para que no se pueda tocar.